# Manny Ramirez
Manuel "Manny" Aristides Ramírez Onelcida (* 30. května 1972, Santo Domingo, Dominikánská republika) je bývalý dominikánský baseballista hrající americkou Major League Baseball.
V MLB hrál za týmy Cleveland Indians, Boston Red Sox, Los Angeles Dodgers, Chicago White Sox a Tampa Bay Rays. S Bostonem dvakrát zvítězil ve Světové sérii. V roce 2011 mu MLB udělila stozápasový trest kvůli pozitivnímu trestu na steroidy a Ramirez tak ukončil kariéru. Posléze se dvakrát vrátil, když v roce 2013 krátce působil v CPBL a o 4 roky později v Japonsku.